# Подкаленда
Подкале́нда (бел. Падкаленда) — деревня в составе Хвастовичского сельсовета Глусского района Могилёвской области Республики Беларусь.

## Население
- 1999 год — 14 человек
- 2009 год — 9 человек